# Сахалинска ела
Сахалинската ела (Abies sachalinensis) е вид ела от семейство Борови (Pinaceae). Видът е незастрашен от изчезване.

## Разпространение
Разпространен е в Япония и Русия.